# Павлівська (порода курей)

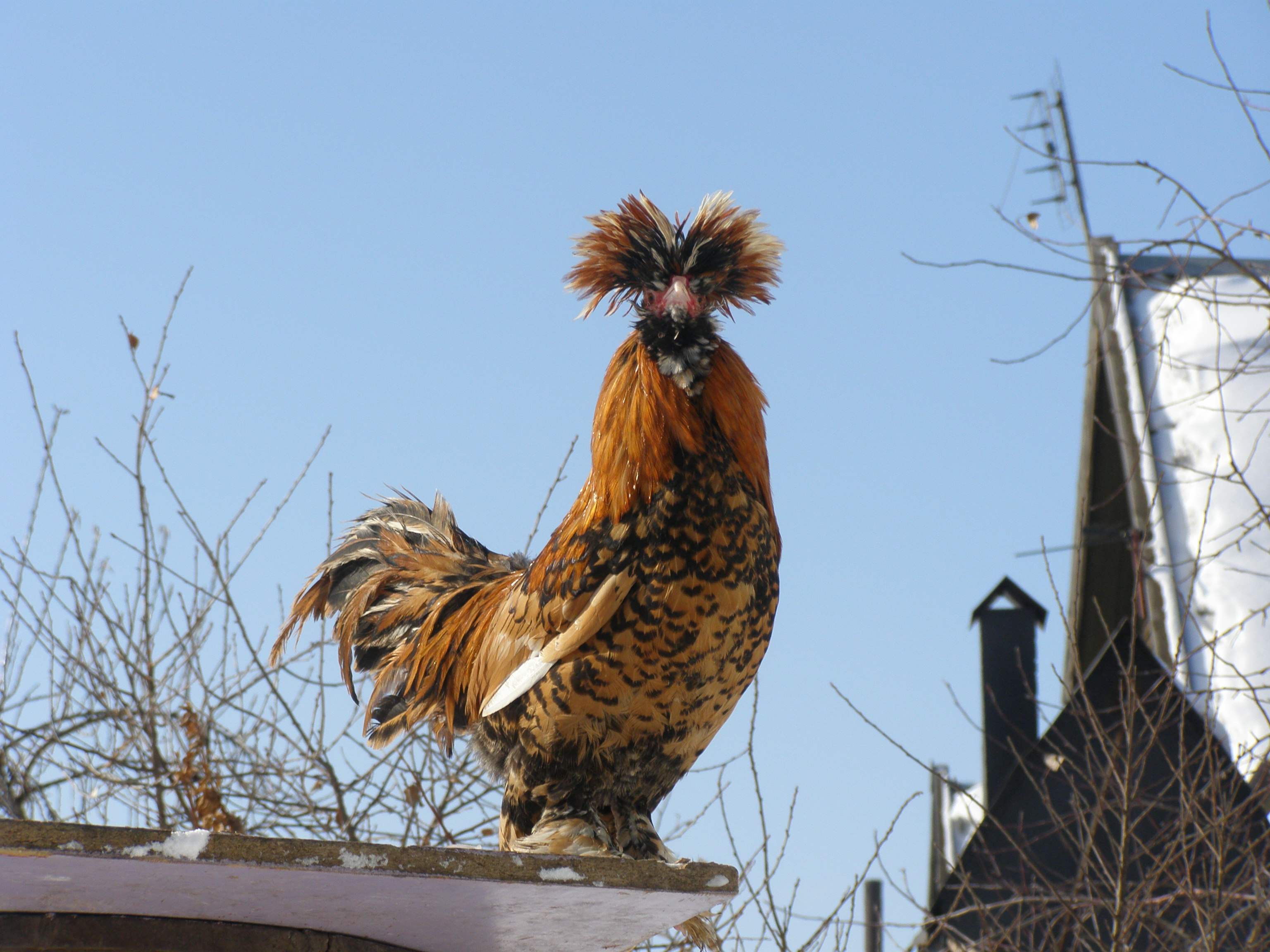
Павлівський півень з розлогим чубом

Павлівська — порода курей декоративного напрямку. Вважається першою породою домашніх курей, що виведена в Росії. Вважається, що порода існує понад 300 років, однак стандарти встановлені тільки до 1905 року. Вперше представлені публіці на II всеросійській акліматизаційній виставці у Москві. Названо по селу (нині місто) Павлово Нижегородської області. На початку XX століття порода зійшла нанівець і довгий час вважалося загубленою, доки у 80-ті роки не почалися роботи з її відновлення.

## Різновиди
Є дві основні різновиди породи :
- Павлівська золотиста — коричневий колір з відтінком золота, а кінчики пір'я чорні. Темні плями покривають поперек, плечі, шию, крила і за формою схожі на знак «V». Махові пера золотисті, зовні темніші, ніж усередині.
- Павлівська срібляста — в основі забарвлення лежить сріблясто-білий колір, темні ж вкраплення аналогічні попередньому окрасу[2].

Кури павлівської породи відрізняються гарною холодостійкістю і прекрасно переносять морози.

## Продуктивність
Павлівських курей розводять в основному для декоративних цілей, їх несучість невелика: близько 70-90 яєць на рік.